# 1979 în informatică
- 1978 în informatică — 1979 în informatică — 1980 în informatică

1979 în informatică a însemnat o serie de evenimente noi notabile:

## Premiul Turing
- Kenneth Iverson